# قاسم لاجوردی
قاسم لاجوردی (تولد ۱۳۰۰ - مرگ ۲۹ دی ۱۳۸۹ شمسی در آریزونا) سیاستمدار، بازرگان، عضو هیئت‌مدیره اتاق بازرگانی، صنایع و معادن، عضو هیئت‌مدیره بانک بین‌المللی بانک ایران و ژاپن و از مدیران گروه صنعتی بهشهر.

## زندگی
قاسم لاجوردی فرزند سيد محمود، حدود سال ۱۳۰۰ خورشيدي در تهران متولد شد. تحصیلات ابتدایی و دبیرستان را در تهران گذراند و از مدرسه تجارت دیپلم بازرگانی  گرفت و در سال ۱۳۲۱ دانشسرای عالی را به پایان رسانید و در سال ۱۳۲۴ شمسی برای ادامه تحصیل به آمریکا رفت و مدرکش را از دانشگاه‌های کلمبیا و نیویورک  در رشته مدیریت بازرگانی دریافت کرد و نمایندگی شرکت آرین را در نیویورک افتتاح کرد. بعد از بازگشت از آمریکا در گروه صنایع بهشهر مسئولیت امور مالی را بر عهده گرفت و در تأسیس طرح‌های مکمل اقتصادی مانند بانک بین‌المللی ایران و ژاپن نقش کلیدی داشت.
قاسم لاجوردی با همکاری علی اکبر محلوجی شرکت مستقلی به نام شرکت سهامی تجارتی ایران تشکیل داد. او در ۱۳۳۵ برای تجارت به ژاپن رفت و رییس اتحادیه ایرانیان مقیم ژاپن شد. در سال ۱۳۴۲ همراه عمویش اکبر لاجوردیان و چند سرمایه‌دار دیگر از مؤسسین اتحادیه صنایع ایران بود و در چندین دوره انتخابات اتاق بازرگانی، صنایع، معادن و کشاورزی ایران  با حمایت حزب ملیون انتخاب شد و به عضویت حزب ایران نوین (وابسته به امیرعباس هویدا) درآمد و پس از آن نیز از رهبران حزب رستاخیز شد.
بعدها قاسم لاجوردی در شهریور سال ۱۳۵۴ به نمایندگی مجلس سنا از تهران انتخاب شد.
خانواده لاجوردی در بسیاری زمینه‌ها جزو پایه‌گذاران بخش خصوصی مدرن در ایران محسوب می‌شوند. آنها نخستین شرکت کامپیوتری ایران را پس از شرکت ملی نفت ایران تاسیس کردند که با داشتن بیش از ۲۵۰ پردازنده مرکزی، نظام پرداخت حقوق کارمند و دستمزد کارکنان و کارگران، حسابداری و هزینه‌های سرمایه‌گذاری را با محاسبات کامپیوتری انجام می‌داد.
در آبان ۱۳۵۲ در پاریس جایزه اقتصادی مرکوری را، که سمبل سرعت و پیشرفت اقتصادی بود، به عنوان عضو شورای مدیران گروه صنعتی بهشهر دریافت کرد.

## فعالیت‌های بازرگانی
- مدیرعامل شرکت‌های تابعه گروه صنعتی بهشهر
- رئیس هیئت‌مدیره شرکت بیمه حافظ
- رئیس هیئت‌عامل شرکت سیمان غرب
- عضو هیئت‌مدیره بانک بین‌المللی ایران و ژاپن

## مصادره اموال
چندماه پس از انقلاب ۱۳۵۷ دستور مصادره اموال بزرگترین خانواده صنعتی ایران یعنی خانواده لاجوردی صادر شد. ابتدا کارخانه‌ها و سپس کلیه اموال ۱۶ نفر از برادران لاجوردی و اعضای خانواده‌شان در فهرست مصادره‌ها قرار گرفت. وسعت اموال و دارایی‌ها به حدی بود که شناسایی و توقیف همه آنها، حدود ۱۰ سال طول کشید. فقط ارزش سهام آنها در کارخانجات تحت امر، در آن زمان نزدیک به یک میلیارد تومان بود.
با صدور حکم مصادره، ۴۹ درصد از سهام شركت‌هاي روغن‌نباتي صنعتي بهشهر و مارگارين از خانواده ایرانی لاجورديان ستانده شد و بعدها به سرمايه‌گذاراني از عربستان سعودي، داده شد! 

## فعالیت‌های اجتماعی
نایب‌رئیس اتاق بازرگانی و صنایع و معادن ایران-  عضو هیئت‌امنا مجتمع پزشکی بین‌المللی- عضو هیئت‌امنا مجتمع آموزشی صنعتی کشور- عضو کمیته ایرانی حقوق بشر- عضو هیئت‌امنا و خزانه‌دار مرکز رفاه خانواده- عضو هیئت‌امناء و خزانه‌دار بنیاد ایرانی بهداشت جهانی- عضو هیئت‌رئیسه و خزانه‌دار انجمن مدیریت ایران- عضو مؤسس مرکز طبی کودکان- عضو هیئت‌امناء مدرسه عالی فنی- عضو شورای توسعه و تشویق پژوهش‌های علمی کشور- عضو شورایعالی استاندارد  و تحقیقات صنعتی ایران-  عضو بنیاد نیکوکاری لاجوردی 

## یادداشت
1. ↑  در ۲۳ اسفند ۱۳۴۸ دو اتاق بازرگانی، صنایع، معادن و کشاورزی ایران و اتاق بازرگانی تهران در هم ادغام شدند و اتاق جدیدی به نام اتاق بازرگانی، صنایع، معادن و کشاورزی تهران تشکیل شد و به موجب این لایحه ادغام اتاق‌های بازرگانی، و صنایع و معادن شهرستان‌ها به صورت شعبه‌ای از اتاق بازرگانی، صنایع، معادن و کشاورزی تهران درآمدند.